# Euceros unispina
Euceros unispina là một loài tò vò trong họ Ichneumonidae.